# Sandschak Novi Pazar

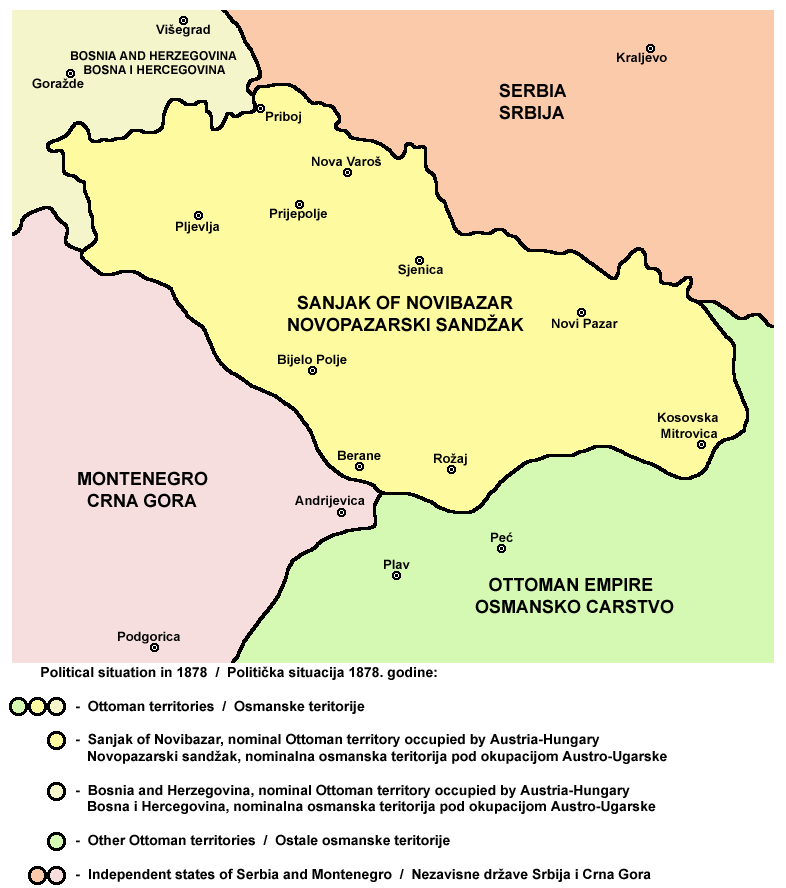
Die Grenzen des Sandschak von Novi Pazar 1878

Der Sandschak Novi Pazar (türkisch Yeni Pazar Sancağı, serbokroatisch Новопазарски санџак Novopazarski sandžak, albanisch Sanxhaku i Pazarit të Ri) war ein Bezirk (Sandschak) des Osmanischen Reichs in Südosteuropa. Er bestand vom 16. bis 19. Jahrhundert als Untergliederung des Eyâlet Bosnien, nach dem Berliner Kongress 1878 bis 1913 war er unmittelbar dem Reich unterstellt. Sein Gebiet entspricht heute dem Südwesten Serbiens, dem Nordosten Montenegros und Teilen des völkerrechtlich umstrittenen Kosovo.

## Namensherkunft und Ausdehnung
Der seit Mitte des 19. Jahrhunderts im allgemeinen politischen Sprachgebrauch übliche Name Sandschak Novi Pazar oder Sandschak von Novi Pazar basiert auf der damaligen Verwaltungsgliederung des Osmanischen Reiches, zu dem das Gebiet seit dessen Eroberung im 15. Jahrhundert bis zum Londoner Vertrag 1913 gehörte. Er setzt sich aus dem aus der türkischen Verwaltungssprache stammenden Begriff Sandschak (osmanisch سنجاق Sancak, deutsch ‚Fahne, Banner‘), der Bezeichnung einer Verwaltungseinheit, und dem Ortsnamen Novi Pazar zusammen, dem Hauptort der damaligen Verwaltungseinheit.
Der Sandschak Novi Pazar umfasste einen Streifen im Nordosten des heutigen Montenegros (opštine Bijelo Polje, Berane, Pljevlja und Rožaje) und Südwesten des heutigen Serbiens (opštine Nova Varoš, Novi Pazar, Priboj, Prijepolje, Sjenica und Tutin), die bis heute inoffiziell als Region Sandžak bekannt sind, sowie Teile des nördlichen Kosovos (Gegend um Kosovska Mitrovica).

## Geschichte
Im Mittelalter gehörte das Gebiet des späteren Sandschak Novi Pazar im Wesentlichen zum Fürstentum Raszien (Raška).
Die Region wurden durch die osmanischen Eroberungen ab der Mitte des 15. Jahrhunderts Teil des osmanischen Reiches. Das Kerngebiet Rasziens mitsamt der Stadt Stari Ras wurde Teil des Sandschaks von Novi Pazar, der 1580–1872 als Untergliederung zum Eyâlet Bosnien bzw. ab 1865 zum Vilâyet Bosnien gehörte. 1872 bildete der Sandschak Novi Pazar kurzzeitig zusammen mit dem Sandschak von Niš ein eigenes Vilâyet, anschließend kehrte man aber wieder zur vorherigen Einteilung zurück. 1877 kam der Sandschak Novi Pazar zum neugeschaffenen Vilâyet Kosovo. In der Osmanischen Zeit konvertierte ein Teil der Bevölkerung zum Islam. Eine österreichisch-ungarische Statistik aus dem Jahr 1877 schätzte die Zahl der orthodoxen Serben im Sandschak Novi Pazar auf 80.000, die der muslimischen Serben auf 35.000, daneben gab es etwa 20.000 muslimische Albaner, 1000 Xoraxane-Roma und 100 Juden.

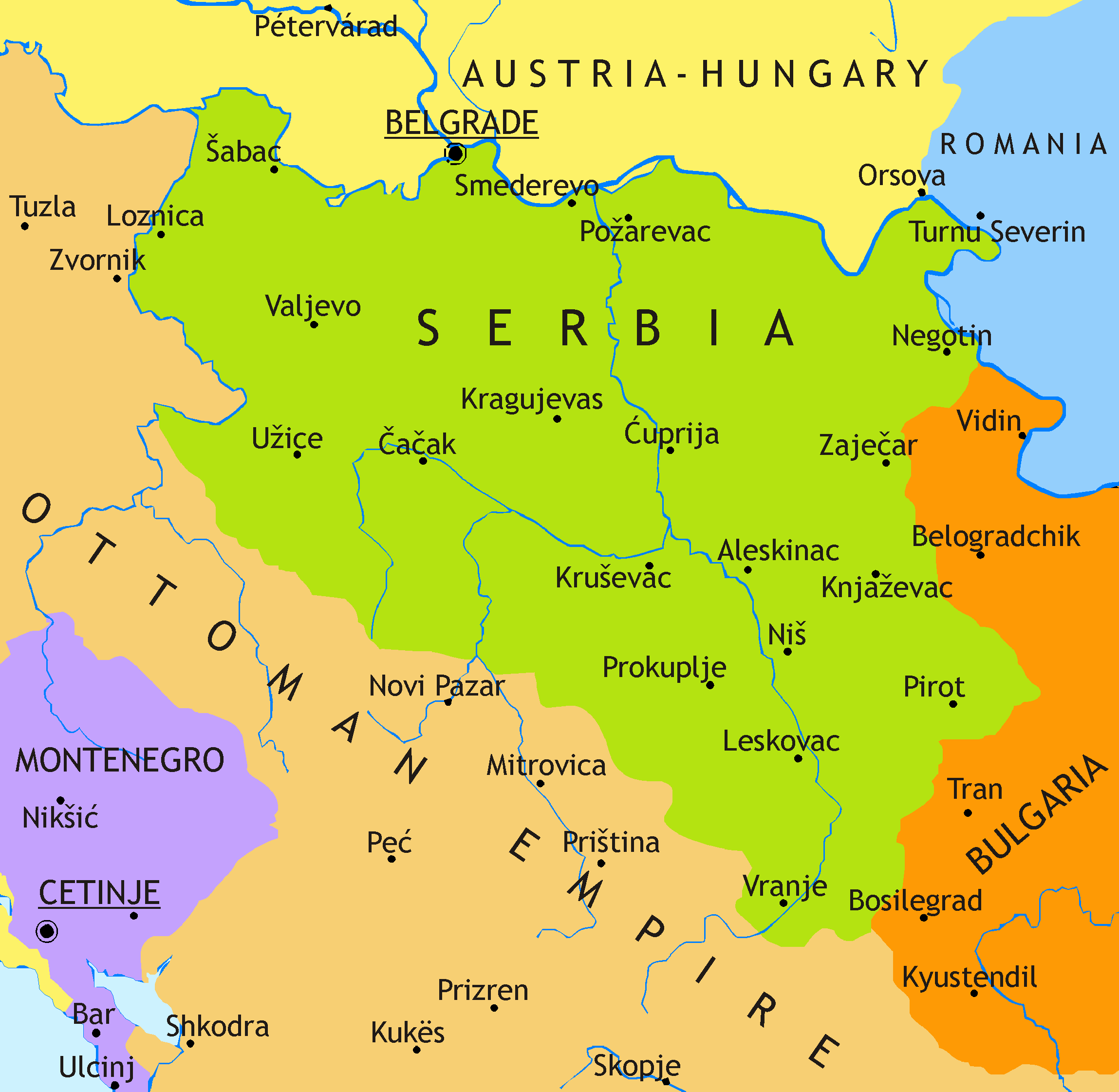
Osmanisches Reich inklusive des Sandschak von Novi Pazar als „Puffer“ zwischen Serbien und Montenegro (nach dem Berliner Kongress 1878)

Auf dem Berliner Kongress 1878 musste das Osmanische Reich die Unabhängigkeit des Fürstentums Serbien und Montenegros anerkennen. Der zwischen den beiden liegende Sandschak Novi Pazar verblieb beim Osmanischen Reich und bildete eine Verbindung zwischen dem ebenfalls völkerrechtlich osmanischen Bosnien und Herzegowina und dem Kerngebiet des Osmanischen Reichs. Österreich-Ungarn besetzte jedoch Bosnien und Herzegowina und bekam auch das Recht zugesprochen, im Sandschak von Novi Pazar Truppen zu stationieren. Damit sollte verhindert werden, dass sich die Fürstentümer (später Königreiche) Serbien und Montenegro zu einem gemeinsamen südslawischen Staat vereinen bzw. dass Serbien (und dadurch indirekt auch Serbiens Schutzmacht Russland) Zugang zur Adria erhielt. Die Verwaltung des Sandschaks blieb jedoch beim Osmanischen Reich. Der Sandschak war in dieser Zeit keinem Vilâyet mehr zugeordnet, sondern unterstand unmittelbar dem Reich.
Nach der Annexion Bosniens durch Österreich-Ungarn 1908 verließen die habsburgischen Truppen den Sandschak und Österreich-Ungarn verzichtete gegenüber dem Osmanischen Reich auf jegliche Rechte in diesem Gebiet. Im Ersten Balkankrieg 1912 eroberten serbische und montenegrinische Truppen den Sandschak. Im Londoner Vertrag wurde das Gebiet 1913 den beiden Staaten zugesprochen.
Seither hat das Gebiet keinen offiziellen Status mehr, besteht aber bis in die Gegenwart als Region mit kulturellen Eigenheiten unter der Bezeichnung Sandžak, mit der sich vor allem Teile der muslimischen Bevölkerung stark identifizieren. Pläne zur Autonomie des Sandžak waren am Ende des Zweiten Weltkriegs sowie nach dem Zerfall Jugoslawiens im Gespräch, wurden aber nicht umgesetzt.